# Funkadelic
Funkadelic foi uma banda americana de funk psicodélico que foi mais proeminente durante a década de 1970. A banda e sua irmã Parliament, ambos lideradas por George Clinton, foram pioneiros da cultura da música funk daquela década.

## História
O grupo que se tornaria Funkadelic foi originalmente formado por George Clinton em 1964, como o apoio musical sem nome para seu grupo doo wop The Parliaments enquanto estava em turnê. A banda originalmente era composta pelos músicos Frankie Boyce, Richard Boyce e Langston Booth, mais os cinco membros do The Parliaments nos vocais. Boyce, Boyce e Booth se alistaram no exército em 1966 e Clinton recrutou o baixista Billy Bass Nelson e o guitarrista Eddie Hazel em 1967, depois adicionou o guitarrista Tawl Ross e o baterista Tiki Fulwood. O nome da banda "Funkadelic" foi cunhado por Nelson depois que a banda se mudou para Detroit. Em 1968, devido a uma disputa com Revilot, a gravadora que possuía o nome "The Parliaments", o conjunto começou a tocar sob o nome de Funkadelic.
Como Funkadelic, o grupo assinou  com a Westbound em 1968.Nessa época, a música do grupo evoluiu de soul e doo wop para uma mistura mais forte de rock psicodélico, soul e funk, influenciada pelos movimentos musicais populares (e políticos) do tempo. Jimi Hendrix e Sly Stone foram grandes inspirações. Este estilo evoluiu mais tarde para um funk mais baseado em guitarra (1971-1975), que posteriormente, durante o auge do sucesso do Parliament-Funkadelic (1976-1981), adicionou elementos de R&B e música eletrônica, com menos elementos de rock psicodélico. A banda fez sua primeira apresentação de televisão ao vivo em Say Brother em 7 de outubro de 1969. Eles tocaram faixas como: "Into My Own Thing", "What is Soul?" "(Eu quero) Testifique",  "I Was Made to Love Her"  (cover de Stevie Wonder),  "Friday Night, August 14th" e "Music for My Mother".
O álbum de estréia auto-intitulado, Funkadelic, foi lançado em 1970. Os créditos enumeraram o organista Mickey Atkins mais Clinton, Fulwood, Hazel, Nelson e Ross. A gravação também incluiu o resto dos cantores do The Parliaments (ainda não credenciados devido a preocupações contratuais), vários músicos de estúdio não credenciados, então empregados pela Motown, bem como Ray Monette (de Rare Earth) e o futuro pilar de P-funk, Bernie Worrell.
Bernie Worrell foi oficialmente creditado a partir do segundo álbum do Funkadelic, Free Your Mind... and Your Ass Will Follow de 1970, começando assim uma longa relação de trabalho entre Worrell e Clinton. O álbum Maggot Brain foi lançado em 1971. Os três primeiros álbuns Funkadelic apresentaram fortes influências psicodélicas (não menos em termos de produção) e potencial comercial limitado, apesar de conter muitas músicas que permaneceram na lista estabelecida da banda por vários anos e influenciariam muitos futuros artistas de funk, rock e hip hop. Após o lançamento de Maggot Brain, a programação Funkadelic foi amplamente expandida. Tawl Ross não estava disponível depois de experimentar uma viagem de LSD ou uma rápida overdose, enquanto Billy Bass Nelson e Eddie Hazel desistiram devido a preocupações financeiras. A partir deste ponto, muitos outros músicos e cantores serão adicionados durante a história do Funkadelic (e do Parliament), incluindo o recrutamento de vários membros da banda de apoio de James Brown, The J.B.'s em 1972 - mais notavelmente Bootsy Collins e o grupo de metais Horny Horns. Bootsy e seu irmão Catfish Collins foram recrutados por Clinton para substituir os desapontados Nelson e Hazel. Bootsy, em particular, tornou-se um importante contribuidor do som P-Funk. Em 1972, este novo line-up lançou o álbum duplo politicamente carregado America Eats Its Young. A formação estabilizou um pouco com o álbum Cosmic Slop em 1973, com importantes contribuições do cantor e guitarrista Garry Shider recentemente adicionado. Depois de deixar a banda, Eddie Hazel passou um ano na prisão depois de assaltar uma aeromoça e uma comissário aérea sob a influência do uso de PCP, então ele voltou a fazer grandes contribuições para no álbum Standing on the Verge of Getting On de 1974. Hazel só contribuiu para P-Funk esporadicamente a partir de então.
George Clinton reviveu o Parliament em 1974 e assinou com a Casablanca Records. O Parliament e o Funkadelic apresentaram principalmente o mesmo estábulo de pessoal, mas operavam simultaneamente sob dois nomes. Em primeiro lugar, o Parliament foi designado como um conjunto de funk mais mainstream dominado por voces soul e acordos de chifre, enquanto Funkadelic foi designado como uma banda de funk baseada em guitarra mais experimental e livre. O conjunto costumava fazer turnês sob o nome combinado Parliament-Funkadelic ou simplesmente P-Funk (que também se tornou o o termo genérico para as múltiplas bandas funk no controle de George Clinton).
Em 1975, Michael Hampton, um prodígio guitarraista adolescente, substituiu Hazel como o principal guitarrista principal do Parliament-Funkadelic e foi um dos principais contribuintes para os próximos álbuns Funkadelic. Funkadelic deixou a Westbound em 1976 e mudou-se para a Warner Bros. Records. Seu primeiro álbum para a Warner foi Hardcore Jollies em 1976. Pouco antes de deixar Westbound, Clinton forneceu a gravadora com uma coleção de gravações recentemente, que Westbound lançou como o álbum Tales of Kidd Funkadelic. Esse álbum melhorou significativamente comercialmente do que o Hardcore Jollies e incluiu "Undisco Kidd", um single no R&B Top 30 single. Em 1977, Westbound capitalizou ainda mais lançando a antologia The Best of Early Years.
Quando o Parliament começou a alcançar um sucesso significativo no período 1975-1978, o Funkadelic gravou e lançou o seu álbum mais bem-sucedido e influente, One Nation Under a Groove, em 1978, adicionando o ex-tecladista do Ohio Players, "Junie" Morrison e refletindo uma som baseado em uma música dançante mais melódica. A faixa-título passou seis semanas no n. ° 1 nas paradas de R&B, ao mesmo tempo em que o Parliament estava tendo dois singles em paradas R&B, "Flash Light" e "Aqua Boogie". Uncle Jam Wants You, em 1979, continuou a nova produção de som eletrônico do Funkadelic. O álbum contém a faixa de 15 minutos, "(Not Just) Knee Deep", com o ex-vocalista de Spinners, Philippé Wynne, cuja versão editada encabeçava as paradas de R&B. O álbum finla oficial do Funkadelic, The Electric Spanking of War Babies, foi lançado em 1981. O lançamento foi originalmente um projeto de duplo álbum, mas foi reduzido a um único disco sob a pressão da Warner Brothers. Algumas das faixas excluídas apareceriam nos futuros lançamentos do P-Funk, mais notavelmente o single "Atomic Dog" de 1982, que apareceu no primeiro álbum solo de George Clinton.
Enquanto isso, o álbum Connections & Disconnections (re-editado em CD como Who's a Funkadelic) foi lançado sob o nome de Funkadelic em 1981. O álbum foi gravado por ex-membros do Funkadelic e Parliaments originais Fuzzy Haskins, Calvin Simon e Grady Thomas, que haviam deixou o P-Funk em 1977 após desentendimentos com as práticas de gestão de George Clinton. Este LP, notável pelo uso intenso do metais de jazz de Thomas "Pae-dog" McEvoy, contém uma faixa chamada "You'll Like It Too", que veio uma fonte breakbeat muito popular para a comunidade hip hop nos anos 80. Outro ex-membro rebelde da banda, o baterista Jerome Brailey, lançou o álbum Mutiny no Mamaship, pela sua nova banda, Mutiny. Mesmo o próprio Clinton achou que este era um bom álbum, apesar de terem letras que se criticavamdele e de sua gestão da empresa P-Funk. 
No início da década de 1980, com dificuldades legais decorrentes dos múltiplos nomes usados por vários grupos, bem como uma reorganização na gravadora do Parlaument, George Clinton dissolveu o Parliament e Funkadelic como entidades e turnês. No entanto, muitos dos músicos nas versões posteriores dos dois grupos permaneceram empregados por Clinton. Clinton continuou a lançar novos álbuns regularmente, às vezes sob seu próprio nome e às vezes sob o nome de George Clinton e o P-Funk All-Stars. Em meados da década de 1980, o último álbum Funkadelic By Way Of The Drum foi registrado por Clinton com o pessoal da P-Funk e muitos dispositivos eletrônicos. O álbum foi rejeitado por sua gravadora e não viu lançamento oficial na América até aparecer como uma reedição em 2007. Ele apresenta uma capa de "Sunshine Of Your Love" por Cream. O álbum não recebeu nenhuma publicidade, mas ainda recebeu críticas favoráveis.
Clinton continuou seu coletivo P-Funk nas décadas de 1990 e 2000, com um estábulo giratório de músicos, alguns dos quais permanecem das linhas clássicas do Funkadelic e do Parliament. O som radiante do Funkadelic diminuiu, já que Clinton se moveu para um som de R&B e hip hop. Em 1997, o grupo foi introduzido no Rock and Roll Hall of Fame.
A cineasta Yvonne Smith, da produtora Brazen Hussy, com sede em Nova York, produziu  Parliament-Funkadelic: One Nation Under a Groove, um documentário completo sobre o grupo inovador, que foi exibido no PBS em 2005. A partir de 2008, Clinton estava trabalhando em um novo álbum Funkadelic para sua nova gravadora. Em novembro de 2008, a Westbound Records lançou a Toys, uma coleção de outkits e demos do Funkadelic da era Free Your Mind e America Eats Its Young. A recepção crítica do álbum geralmente foi positiva. Em abril de 2013, a banda lançou seu primeiro single em mais de 25 anos quando lançaram "The Naz". A canção é uma colaboração com Sly Stone e conta a história de Jesus Cristo. O lado B da música é "Nuclear Dog", que é guitarra solo pelo guitarrista da P-Funk, Dewayne "Blackbird" McKnight.
Funkadelic teve uma grande influência sobre um grande número de artistas do hip-hop e o gênero do hip-hop como um todo. Em particular, o Dr. Dre refere o som de Funkadelic como uma grande influência em sua música, especialmente seu som G-funk.

## Discografia

### Álbuns de estúdio
- 1970: Funkadelic
- 1970: Free Your Mind…And Your Ass Will Follow
- 1971: Maggot Brain
- 1972: America Eats Its Young
- 1973: Cosmic Slopping
- 1974: Stand on the Verge of Getting It On
- 1975: Let's Take It to the Stage
- 1976: Hardcore Jollies
- 1976: Tales of Kidd Funkadelic
- 1978: One Nation Under a Groove
- 1979: Uncle Jam Wants You
- 1981: The Electric Spanking of War Babies
- 1981: Connections & Disconnections
- 2007: By Way Of The Drum
- 2008: Toys
- 2014: First Ya Gotta Shake the Gate

### Ao vivo
- 1996: Live: Meadowbrook, Rochester, Michigan – 12th September 1971 (gravado em 1971)

### Coletâneas
- 1975: Funkadelic's Greatest Hits
- 1977: The Best of the Early Years Volume One
- 1993: Music For Your Mother: Funkadelic 45s
- 1994: Hardcore Funk Jam
- 1994: The Best of Funkadelic: 1976-1981
- 1997: Finest
- 1997: Ultimate Funkadelic
- 1998: The Very Best of Funkadelic 1976-1981
- 1999: The Best
- 2000: Funk Gets Stronger
- 2000: The Complete Recordings 1976-81
- 2000: Cosmic Slop
- 2000: Suitably Funy
- 2000: The Original Cosmic Funk Crew
- 2003: Motor City Madness: The Ultimate Funkadelic Westbound Compilation
- 2005: The Whole Funk & Nothing But The Funk : Definitive Funkadelic 1976 - 1981
- 2007: Funkadelic